# 菲利佩·库蒂尼奥
菲臘比·古天奴·科雷亞（葡萄牙語：Philippe Coutinho Correia，發音：[fiˈlipi kowˈtʃĩɲu]；1992年6月12日— ）是巴西男子足球員，司職進攻中場，也能擔任翼鋒，前巴西國家足球隊成員。現效力於巴西足球甲級聯賽球隊華斯高。
他是右腳球員，但習慣在偏左路的地方移動，做為翼鋒出賽時他招牌的得分手段是沿著左路推進，直到對方禁區線的深度時在開始內切後於禁區邊緣起腳，尤其是在所謂的皮耶羅區最能發揮他高準度的長距離射門，是讓他在歐洲球壇闖出名聲的利器。

## 俱乐部生涯

### 瓦斯科达伽马
库蒂尼奥在華斯高接受青年训练，并在2008年夏天被意甲豪门国际米兰以400万欧元的价格买入，根据转会协议，他将租借给瓦斯科达伽马两年，直到2010年6月才回归国际米兰。库蒂尼奥在2009赛季巴乙联赛出场12次，帮助球队以冠军的成绩升级到巴甲联赛。

### 国际米兰
2010/11賽季，库蒂尼奥結束多年外借生涯回到国际米兰，在2010年欧洲超级杯对阵马德里竞技的比赛中首次登场亮相。期间虽为球队替补，但库蒂尼奥在有限的出场时间内仍有不错表现。10/11赛季欧冠1/8决赛第二回合客场对阵拜仁慕尼黑的比赛中，库蒂尼奥下半场替补上阵，组织策动了球队的第二个进球，最终帮助国际米兰大逆转淘汰拜仁挺进欧冠八强。2011年5月8日，该赛季意甲最后一轮国际米兰对阵佛罗伦萨的比赛中，库蒂尼奥主罚任意球直接破门，攻入了自己在意甲的首粒入球。

### 西班牙人
2011/12賽季，由于球队战术和伤病原因，库蒂尼奥并没有得到太多出场机会。为了能够保持状态入选巴西国奥队参加2012年伦敦奥运会，他在2012年1月30日被租借至西甲球队西班牙人五个月。
在西班牙人效力期间库蒂尼奥表现出色，但由于国家队中前场人才过剩，最终还是落选了2012年伦敦奥运会的巴西国奥队大名单。

### 利物浦
2012/13赛季国米遭遇财政危机，为筹集转会市场经费，决定在冬季出售古天奴。2013年1月26日，库蒂尼奥落实加盟英超球队利物浦，身披10号战袍，转会费850万英鎊。
於半個賽季內升上利物浦主力，進步神速，令他成為球壇上炙手可熱的巨星。
2014年8月17日，库蒂尼奥在利物浦2014 - 15赛季的首场比赛中首发出场，利物浦在主場以2-1战胜南安普顿。在联赛杯第四轮2:1战胜斯旺西城的比赛中，他助攻德扬·洛夫伦头球制胜，创造了本赛季的第一个助攻。
10月19日，在3-2客场战胜女王公园巡游者的比赛中，库蒂尼奥替补出场，进了他本赛季的第一个进球。

### 巴塞羅納
2018年1月6日，巴塞宣佈跟利物浦達成協議，库蒂尼奥正式轉會巴塞，轉隊費用高達1.6億歐元。他首次於巴塞亮相時展現出燦爛的笑容，被形容為脫北者的笑容，充份表現出當時於利物浦欲離隊他投的渴望。
2018年10月28日，西甲第10週上演國家德比，库蒂尼奥開賽第11分鐘便在無人看管下先開紀錄，取得他的首個德比進球，為5-1大勝揭開序幕。進球前，巴塞一共有10名球員參與了這次攻勢，94秒內組織了30次不間斷的傳球，是一個典型的Tiki-taka團隊進球。皇馬球員在這一分半鐘裏沒辦法碰到皮球，可謂完全被玩弄於股掌之中。這個是進球自2005-06賽季以來，國家德比中傳球次數最多的進球。
然而，總體而言库蒂尼奥在巴塞的第一個完整賽季不算成功，雖然終於一圓在利物浦渴望多年的獎杯夢，但老東家利物浦卻是在同年踩在巴塞頭上拿了歐冠冠軍，尤其四強賽巴塞先在主場取得3-0的超大優勢後，到了客場被利物浦4-0逆轉更是當年足壇一大笑柄，第二場毫無建樹的他和蘇亞雷斯兩個利物浦舊將，自然也少不了被紅軍球迷冷嘲熱諷。以風格上來說，利物浦年代的他跟梅西同樣是需要長期持球來發揮影響力的球員，但到了巴塞他卻只能在邊路進行無球跑動隨時配合梅西主導的戰術，球隊進攻風格的轉變令他一時不能適應是這一年低迷的最主要原因。季末，馬競的明星前鋒格里茲曼也為了一圓歐冠夢轉隊至巴塞，一般預料他會取代库蒂尼奥的先發位子。果不其然，短短一個月後，巴塞隆納宣布他將在19-20賽季被租借到拜仁慕尼黑。

### 拜仁慕尼黑（租借）
2019年8月19日，兩大功勳老臣羅本和里貝里一同離隊的拜仁以850萬歐元+代替支付薪資的條件從巴塞租借库蒂尼奥，他暫時繼承了羅本原本的10號球衣，其中還附帶了季末可由拜仁方決定的1.2億歐元優先買斷條款。
2019年12月14日，德甲主場對上文達不萊梅的比賽中，他演出了德甲生涯第一次帽子戲法，數據上是射門8次6腳射正進3球、91%傳球成功率中創造4個進球機會形成2次助攻（分別由萊萬多夫斯基和穆勒進球），帶領球隊6-1血洗對手。賽末時教練弗利克特地換其下場接受歡呼，全場主場觀眾更是為此位新援的完美表現起立喝采。然而，上個賽季表現低迷的穆勒在弗利克接手後又重新交出了漂亮的成績單，而上個賽季有突破表現的新人格納布里也維持著其高狀態，在他們兩人和萊萬的進攻火力已經無人能擋的情況下，弗利克更傾向選用體格和防守較佳的佩里希奇作為先發左邊鋒，於是在科瓦奇執教時期是主力先發的库蒂尼奥在後半賽季又被移出先發名單，但仍隨隊獲得了三冠王的榮譽。季末，拜仁雖有意啟動買斷條款，但在金額上沒能和巴塞隆納達成共識，於是科奇尼奧在2020-21賽季將會回歸巴塞隆納。
而在他後半季的替補出賽中，也包含了2020年8月14日2019–20年歐洲冠軍聯賽對上母隊巴塞隆納的八強賽：他在5-2領先時替補出場，並在短短15分鐘攻進兩球外加一次助攻，最終拜仁慕尼黑8-2擊敗巴塞隆納。此不僅是巴塞隆納在歐洲冠軍聯賽歷史上最糟糕的失敗，而8球失球更是歐冠淘汰賽史上單場最高，由此位巴薩借將親手在巴塞隆納的隊史上留下無疑是極為恥辱的一頁。
在隨拜仁贏得了生涯第一次歐冠後，拜仁有意買斷雖然並非主力、但替補表現不錯的库蒂尼奥，當然他們不願意在新冠疫情下，球隊財政受到不小影響的時刻花費1.2億歐元的天價。然而，由於梅西也於此時宣布即將離隊，前場人力不足的巴塞隆納拒絕了拜仁殺價，拜仁只能放人回歸。巴塞隆納的新教練科曼表示科奇尼奧將會是他在新賽季的主力。

### 阿斯頓維拉
2022年1月7日，古天奴租借加盟前利物浦隊友史提芬·謝拉特帶領的阿士東維拉，相隔多年重返英超，並提供購買選擇權。2022年1月15日，库蒂尼奥加盟首場，在维拉主场迎战曼联的比赛中替补登场，短短廿多分鐘，便交出一個入球和一個助攻，協助維拉2：2逼和曼聯，並獲選為賽事最佳球員。
2022年5月12日，阿士東維拉宣布啟動購買條款，正式羅致古天奴。双方签约至2026年，具体费用未公开。

## 国家队生涯

### 青年队
库蒂尼奥是2009年巴西U17少年队的骨干成员，该年球队夺得了南美U17锦标赛冠军。赛事中库蒂尼奥表现抢眼，出场8次攻入3球。2011年世青赛期间，其亦是巴西U20青年队的主力中场，出场7次攻入3球，帮助巴西青年队夺得世青赛冠军。

### 成年队
2010年10月7日，巴西对阵伊朗的国际足球友谊赛，库蒂尼奥首次代表巴西成年队出场。但之後的數年國米生涯中，在俱樂部只能擔任替補的他並沒有受到國家隊各任教練的青睞，只有屈指可數的上場次數，直到2015開始在利物浦建立名聲後，才成為國家隊的先發球員並開始參加各項國際大賽。
他在2018年世界杯的表現相當搶眼，雖然巴西在八強意外止步，但他個人以五場兩進球兩助攻的成績獲選全明星隊，其中小組賽對瑞士的比賽中，在左路的招牌長射進球被評為當屆賽事最佳進球之一，向來常被拿來和库蒂尼奥做比較的皮耶羅本人更親自在推特稱讚這次精彩的進球。而在巴西自家主辦的2019年美洲國家盃時，雖然他的表現在第一場的大殺四方之後只能算是尚可，但靠著團隊的穩定發揮，使他獲得了個人第一個成年國家隊獎盃。
2022年2月1日，古天奴在對陣巴拉圭的2022年世界盃外圍賽中踢進時隔一年多回歸的首次進球。

## 个人生活
当库蒂尼奥18岁移居意大利，加入国际米兰时，他的父母和女友艾妮也和他一起去了那里，他在一个朋友的聚会上首次遇见艾妮。当他转会到西班牙人俱乐部时，他的父母返回了巴西。他在2012年在巴西和艾妮结婚。 这对夫妇有两个女儿和一个儿子。 库蒂尼奥的手臂上有纹身，这些纹身是对他的家人和妻子的致敬。 他是基督徒。
在2018年2月20日凌晨，库蒂尼奥发现他在巴塞罗那的家被盗。他当时和家人出去吃晚饭，他的房子正在进行建筑工作，这使得盗贼更容易闯入。
在2018年8月，库蒂尼奥通过他的妻子获得了葡萄牙护照，这使他不再是非欧盟球员。

## 荣誉

### 俱乐部
瓦斯科达伽马
- 巴西足球乙级联赛冠军：2009

国际米兰
- 意大利超级杯冠军：2010
- 世俱杯冠军：2010
- 意大利杯冠军：2011

巴塞隆拿
- 西班牙甲組足球聯賽冠军：2018,2019
- 西班牙國王盃冠军：2018
- 西班牙超級盃冠军：2018

拜仁慕尼黑
- 德国甲組足球聯賽冠军：2020
- 歐洲冠軍聯賽冠軍：2020
- 德国杯冠军：2020

### 国家队
巴西
- U17南美锦标赛冠军：2009
- U20世青赛冠军：2011
- 美洲国家杯冠军： 2019

### 個人
- 桑巴金球獎：2016年

## 相关链接
- 科迪尼奥个人网站 （页面存档备份，存于）
- 国际米兰官网：科迪尼奥[]

## 外部連結
- Soccerway資料庫：菲利佩·库蒂尼奥